# Едгар Жакобс
Едгар Феликс Пиер Жакобс (на френски: Edgard Félix Pierre Jacobs) е белгийски автор на комикси.

## Биография и творчество
Роден е на 30 март 1904 година в Брюксел.
От 1917 година работи като статист и певец в операта, а от 1940 година е илюстратор в седмичника за комикси „Браво“.
Когато по време на германската окупация през Втората световна война американските комикси са забранени, Жакобс е натоварен със създаването на приключенски научнофантастичен комикс, който да замести „Флаш Гордън“. Сътрудничи активно с Ерже, а от 1947 година до смъртта си създава своята най-известна поредица „Блейк и Мортимър“ („Blake et Mortimer“).
Едгар Жакобс умира на 20 февруари 1987 година в Лан.